# Хајделберг (Тексас)
Хајделберг (енгл. Heidelberg) насељено је место без административног статуса у америчкој савезној држави Тексас.

## Демографија
По попису из 2010. године број становника је 1.725, што је 139 (8,8%) становника више него 2000. године.
| Група             | 2000.         | 2010.         |
| Белци             | 75 (4,7%)     | 50 (2,9%)     |
| Афроамериканци    | 2 (0,1%)      | 8 (0,5%)      |
| Азијати           | 0 (0,0%)      | 1 (0,1%)      |
| Хиспаноамериканци | 1.507 (95,0%) | 1.669 (96,8%) |
| Укупно            | 1.586         | 1.725         |